# 刺蒴麻
刺蒴麻（学名：Triumfetta rhomboidea）为椴树科刺蒴麻属下的一个种。

## 外部連結
- 刺蒴麻 Cishuoma （页面存档备份，存于） 藥用植物圖像數據庫 (香港浸會大學中醫藥學院) （中文）（英文）

## 扩展阅读
- 維基物種上的相關：刺蒴麻